# 小行星3610
小行星3610（3610 Decampos）是一颗绕太阳运转的小行星，为主小行星带小行星。该小行星于1981年3月5日发现。

## 轨道参数
小行星3610的轨道半长轴为2.1488082 UA，离心率为0.047。